# Корабокрушенецът
„Корабокрушенецът“ (на английски: Cast Away) е американска приключенска драма от 2000 г. на режисьора Робърт Земекис, с участието на Том Ханкс. Ханкс изпълнява ролята на чиновник от FedEx (Federal Express), който попада на необитаем остров, след като самолетът му катастрофира при полета си над Южния Пасифик. Филмът представя опита му да оцелее на острова, използвайки останки от багажното отделение на самолета, както и последвалото му измъкване и завръщане към обществото. Снимките на филма се провеждат от януари до март 1999 г., преди да се възобнови през април 2000 г. и завършва през май.
Премиерата на филма е на 22 декември 2000 г. от 20th Century Fox в Северна Америка и DreamWorks Pictures в световен мащаб. Ханкс е номиниран за най-добра мъжка роля на 73-те награди „Оскар“ за изпълнението си, приветствано от критиката.

## Актьорски състав
| Актьор          | Роля                                                  |
| --------------- | ----------------------------------------------------- |
| Том Ханкс       | Чък Ноланд                                            |
| Хелън Хънт      | Кели Фриърс                                           |
| Ник Сиърси      | Стан, приятел на Чък                                  |
| Крис Нот        | Джери Лъвет, съпруг на Кели                           |
| Лари Уайт       | Бетина Питърсън                                       |
| Винс Мартин     | Пилот Албърт Милър, който е погребан от Чък в острова |
| Майкъл Форест   | Пилот Джак                                            |
| Джей Аковоне    | Пилот Питър                                           |
| Гарет Дейвис    | Пилот Блейн                                           |
| Вивека Дейвис   | Пилот Гуен                                            |
| Дженифър Люис   | Бека Туиг                                             |
| Джофри Блейк    | Мейнард Греъм                                         |
| Нан Мартин      | Майката на Кели                                       |
| Денис Летс      | Денис Ларсън                                          |
| Валъри Уайлдман | Вирджиния Ларсън                                      |
| Стив Монро      | Стив Ларсън                                           |
| Елдън Хенсън    | Елдън Мадсън                                          |
| Тимъти Стак     | Морган Стоктън                                        |
| Джо Конли       | Джо Уоли                                              |

## В България
В България филмът е пуснат по кината от „Съни Филмс“ през 2001 г.
На 5 септември 2001 г. е издаден на VHS от „Александра Видео“.
На 7 април 2004 г. е излъчен за първи път по „Би Ти Ви“. На 26 юли 2008 г. е излъчен за последно в събота от 20:00 ч.
На 3 юли 2010 г. е излъчен по Нова телевизия.
На 9 април 2016 г. е излъчен и по БНТ 1.
Български дублаж
| Обработка              | Александра Аудио                               |
| ---------------------- | ---------------------------------------------- |
| Изпълнителен продуцент | Васил Новаков                                  |
| Преводач               | Ралица Кумчева                                 |
| Озвучаващи артисти     | Петя Абаджиева Тодор Георгиев Лъчезар Стефанов |
| Тонрежисьор            | Пламен Пенев                                   |
| Режисьор на дублажа    | Георги Стоянов                                 |